# Monte Verlaldo
Il monte Verlaldo è l'altura di origine sedimentaria che domina su Cornedo Vicentino, posto nella valle dell'Agno, altezza circa 500 metri sul livello del mare, sul quale i cornedesi hanno eretto una croce a protezione del paese sottostante.
Probabilmente deve il suo nome alla nobile famiglia Verlato che su questo monte, fino alla vicina località di Campipiani (frazione di Monte di Malo), aveva proprietà.
Di recente, la croce, caduta a seguito del vento e degli anni, è stata sostituita da una nuova, con illuminazione, che la rende visibile anche durante le ore notturne.
Nei giorni limpidi è possibile vedere ad occhio nudo la laguna veneta e gran parte della pianura Padana.
È un luogo attrezzato con rampa di rincorsa e lancio molto utilizzata dagli amanti del parapendio e deltaplanisti.
A fianco, verso nord-est si erge ad una quota leggermente più bassa il Monte Nudo, il quale domina dall'alto Cereda, frazione di Cornedo vicentino. Anch'esso di origine vulcanica, deve il suo nome al fatto che a causa di una pastorizia molto intensa praticata fino alla metà del secolo scorso non presentava vegetazione. Dopo l'abbandono di tale pratica, lentamente si sta coprendo di una vegetazione molto varia: carpino, rovere, ginepro.
Il lunedì di pasquetta ogni anno gli abitanti di Cereda si recano a piedi lungo dei sentieri fin sulla cima dove il parroco celebra la Santa Messa, e dove più tardi il G.E.S., Gruppo Escursionisti di Cereda prepara per tutti un buon pasto.